# Blackfield
Blackfield — спільний музичний проєкт британського музиканта Стівена Вілсона та ізраїльського рок-співака Авіва Геффена, заснований у 2001 році. 

## Дискографія

### Студійні альбоми
| Рік                                        | Назва                                                             | Найвища позиція в чарті | Найвища позиція в чарті | Найвища позиція в чарті | Найвища позиція в чарті | Найвища позиція в чарті | Найвища позиція в чарті | Найвища позиція в чарті | Найвища позиція в чарті |
| Рік                                        | Назва                                                             | BEL (Fl)                | BEL (Wa)                | FRA                     | FIN                     | NLD                     | SWI                     | POL                     | UK                      |
| ------------------------------------------ | ----------------------------------------------------------------- | ----------------------- | ----------------------- | ----------------------- | ----------------------- | ----------------------- | ----------------------- | ----------------------- | ----------------------- |
| 2004                                       | Blackfield - Дата: Січень 2004 - Лейбл: Helicon, Snapper          | —                       | —                       | —                       | —                       | —                       | —                       | —                       | —                       |
| 2007                                       | Blackfield II - Дата: 13 лютого 2007 - Лейбл: Atlantic/We Put Out | —                       | —                       | —                       | —                       | 78                      | —                       | 19                      | —                       |
| 2011                                       | Welcome to My DNA - Дата: 28 березня 2011 - Лейбл: Kscope         | —                       | 100                     | 185                     | 47                      | 31                      | 64                      | 10                      | 139                     |
| 2013                                       | Blackfield IV - Дата: 26 серпня 2013 - Лейбл: Kscope              | 98                      | 47                      | 65                      | —                       | 28                      | 74                      | 8                       | 95                      |
| 2017                                       | Blackfield V - Дата: 10 лютого 2017 - Лейбл: Kscope               | 115                     | 118                     | 155                     | 43                      | 16                      | 48                      | 16                      | 54                      |
| 2020                                       | For the Music - Дата: 04 грудня 2020 - Лейбл: Warner Music Group  |                         |                         |                         |                         |                         |                         |                         |                         |
| «—» позначає, що реліз не потрапив у чарт. |                                                                   |                         |                         |                         |                         |                         |                         |                         |                         |

### DVD
| Рік  | Назва                                                           | Найвища позиція в чарті |
| Рік  | Назва                                                           | NLD                     |
| ---- | --------------------------------------------------------------- | ----------------------- |
| 2007 | Live in New York City - Дата: 6 листопада 2007 - Лейбл: Snapper | 30                      |

### Сингли
- 2003: «Hello»
- 2003: «Pain»
- 2004: «Blackfield»
- 2004: «Cloudy Now»
- 2007: «Once»
- 2007: «Miss U»
- 2007: «My Gift of Silence»
- 2011: «Waving»
- 2013: «Jupiter»[13]
- 2014: «Sense of Insanity»
- 2016: «Family Man»
- 2020: «Summer's Gone»
- 2020: «Under My Skin»